# Myscelus pegasus
Espèce
Myscelus pegasus est une espèce de lépidoptères de la famille des Hesperiidae, de la sous-famille des Pyrginae et de la tribu des Pyrrhopygini.

## Dénomination
Myscelus pegasus a été nommé par Paul Mabille en 1903.

### Nom vernaculaire
Myscelus pegasus se nomme Pegasus Myscelus en anglais.

## Description
Myscelus pegasus est un papillon au corps trapu de couleur marron. 
Sur le dessus les ailes sont de couleur marron avec aux ailes antérieures une bande hyaline veinée de marron du bord costal vers le bord interne et des taches blanches dans l'aire postdiscale, du côté de l'apex.
Le revers présente une partie basale jaune et une partie distale marron avec aux ailes antérieures la même ornementation de taches blanches que sur le dessus.

## Écologie et distribution
Myscelus pegasus est présent en Équateur, au Venezuela et en Guyane,.

### Protection
Pas de statut de protection particulier.